# Jeep Cherokee
El Jeep Cherokee (Jeep Liberty en el mercado estadounidense) es un automóvil todoterreno producido por el fabricante estadounidense Jeep desde el año 1974. Existen cinco generaciones del Cherokee, todas ellas con cinco plazas, carrocería de cinco puertas, motor delantero longitudinal y disponibles con tracción trasera, o a las cuatro ruedas, con reductora.

## Primera generación (1974-1983)
La primera generación del Cherokee (código de fabricación SJ) fue puesta a la venta en 1974. En la época se lo consideraba un automóvil grande (segmento E). Estaba a la venta con carrocerías de tres y cinco puertas, y su chasis era de largueros. Sus motores gasolina eran:
- Un seis cilindros en línea de 4.2 litros proporcionando 116 CV con un par de 260 Nm. En 1981 se revisa el motor, este proporcionando 114 CV con un par de 278 Nm

- Un V8 de 5.9 litros de 130 CV (331,5 Nm) o de 175 CV (230 Nm).
- Un V8 de 6.6 litros.
- Por aquel entonces, también como en la actualidad, el constructor norteamericano contaba en su gama con vehículos que respondían tanto dentro como fuera de la carretera. La historia del Jeep Cherokee comienza con la creación de un vehículo 4×4 destinado a gente joven, con o sin familia, que demandaban un coche más grande, pero sobre todo más práctico. Tenía que poseer uno de los valores fundamentales de la marca: permitir a su conductor realizar escapadas off-road. Para ello, equipaba tracción a las cuatro ruedas originado por el sistema Quadra-Trac, que era de aluminio y que usaba un único tercer diferencial de deslizamiento controlado para proporcionar de forma automática tracción a los dos ejes.￼

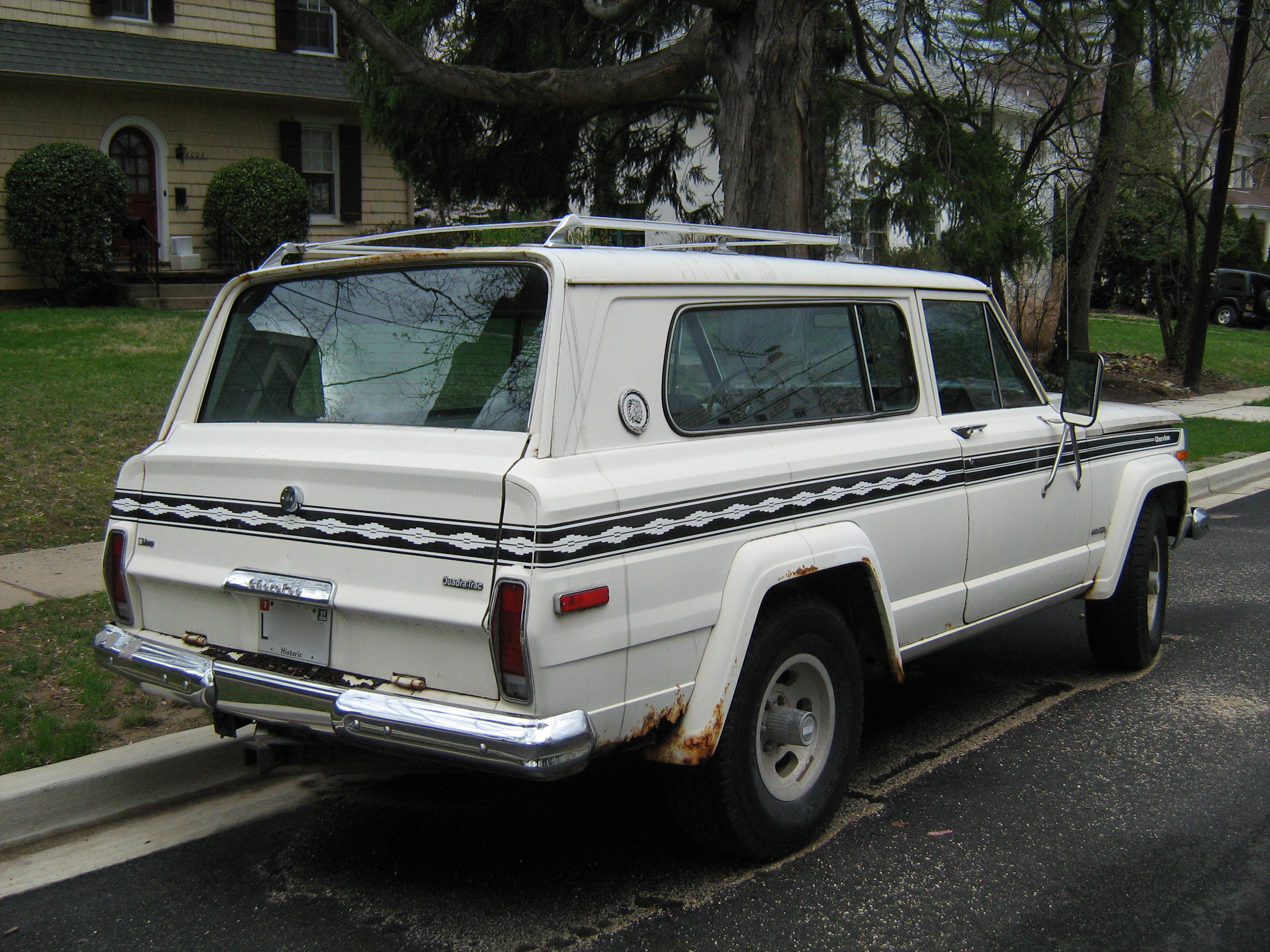
1974-1983 Jeep Cherokee SJ
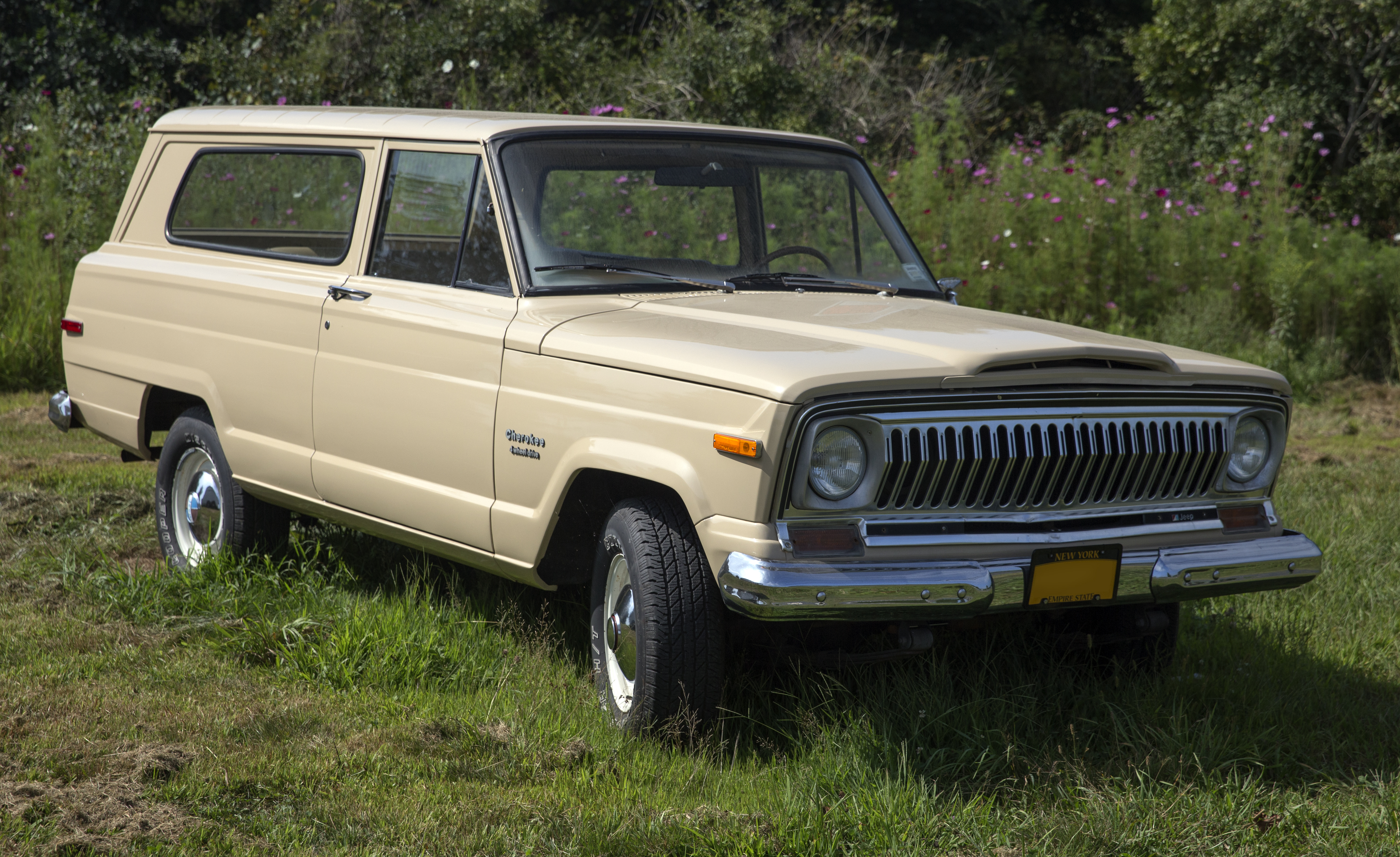
1975 Jeep Cherokee SJ

## Segunda generación - XJ (1984-2001)
La segunda generación del Cherokee (código de fabricación XJ) fue vendida desde el año 1984. Incorpora una robusta carrocería monocasco, y de nuevo se ofrecía con tres y cinco puertas. Por su tamaño menor, pasó a la categoría de automóviles medio-grandes (segmento D).
En 1997 recibe un «rediseño» para actualizarlo e incorpora una nueva puerta trasera en metal, ya que las anteriores eran de fibra de vidrio. Esta segunda generación no tuvo impacto al público y tampoco tuvo generosas ventas en comparación con el Ford Explorer, por eso Jeep emprendió el proyecto de la Grand Cherokee en 1992 de mayor tamaño que el Cherokee y menor que el Explorer de Ford.
La plataforma del XJ proporcionó la base para la camioneta Jeep Comanche, versiones caja corta y larga fabricadas entre 1986-1992 motor AMC 4.0L.
Fue tal el éxito de la primera generación del Cherokee que la marca tuvo claro que los SUV serían su pilar de cara al futuro. El Cherokee XJ, presentado en 1984, cambió su chasis. Anunciaba una construcción híbrida de monocasco y bastidor para mayor rigidez, al tiempo que reducía el peso (media tonelada) y el consumo de combustible. Cambiaba también la suspensión delantera Quadra-Link.

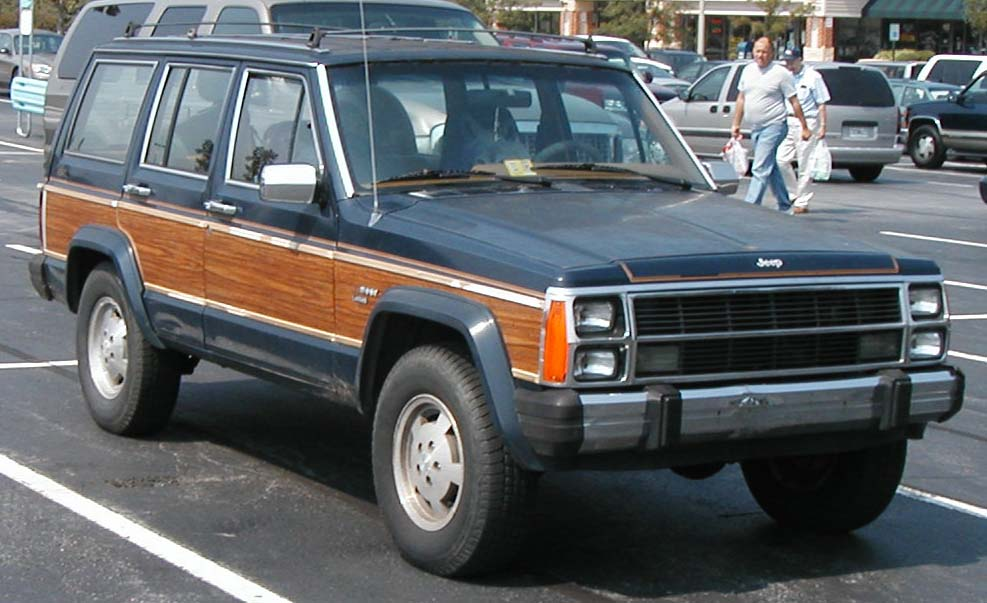
1984-1990 Jeep Wagoneer Limited
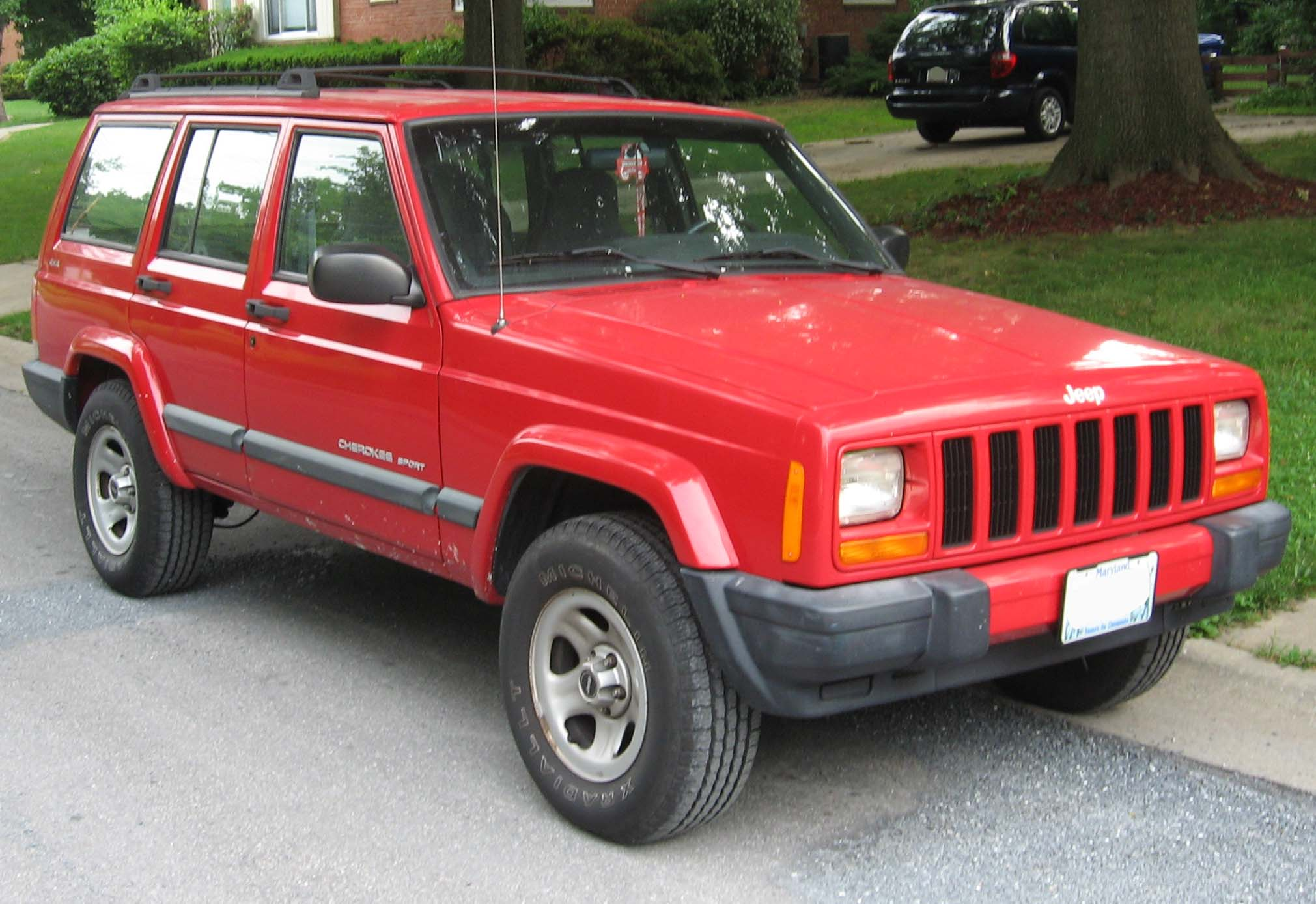
1997-2001 Segunda generación con «restyling»
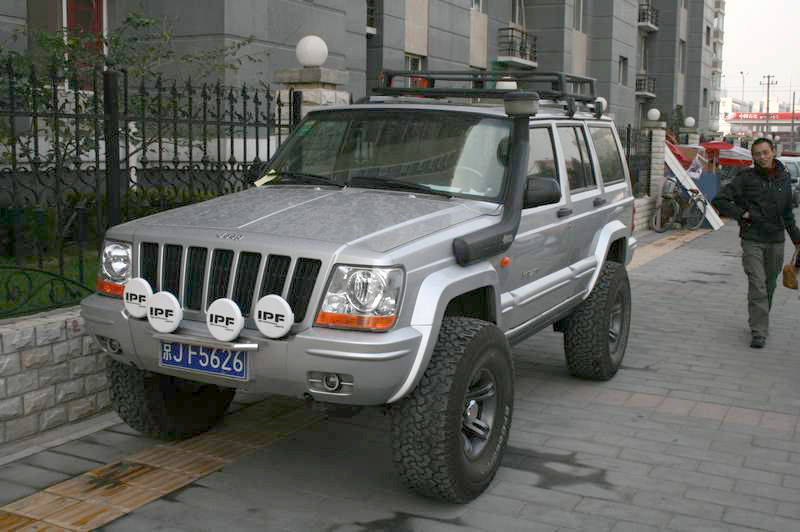
2004 Jeep 2500 Made in China
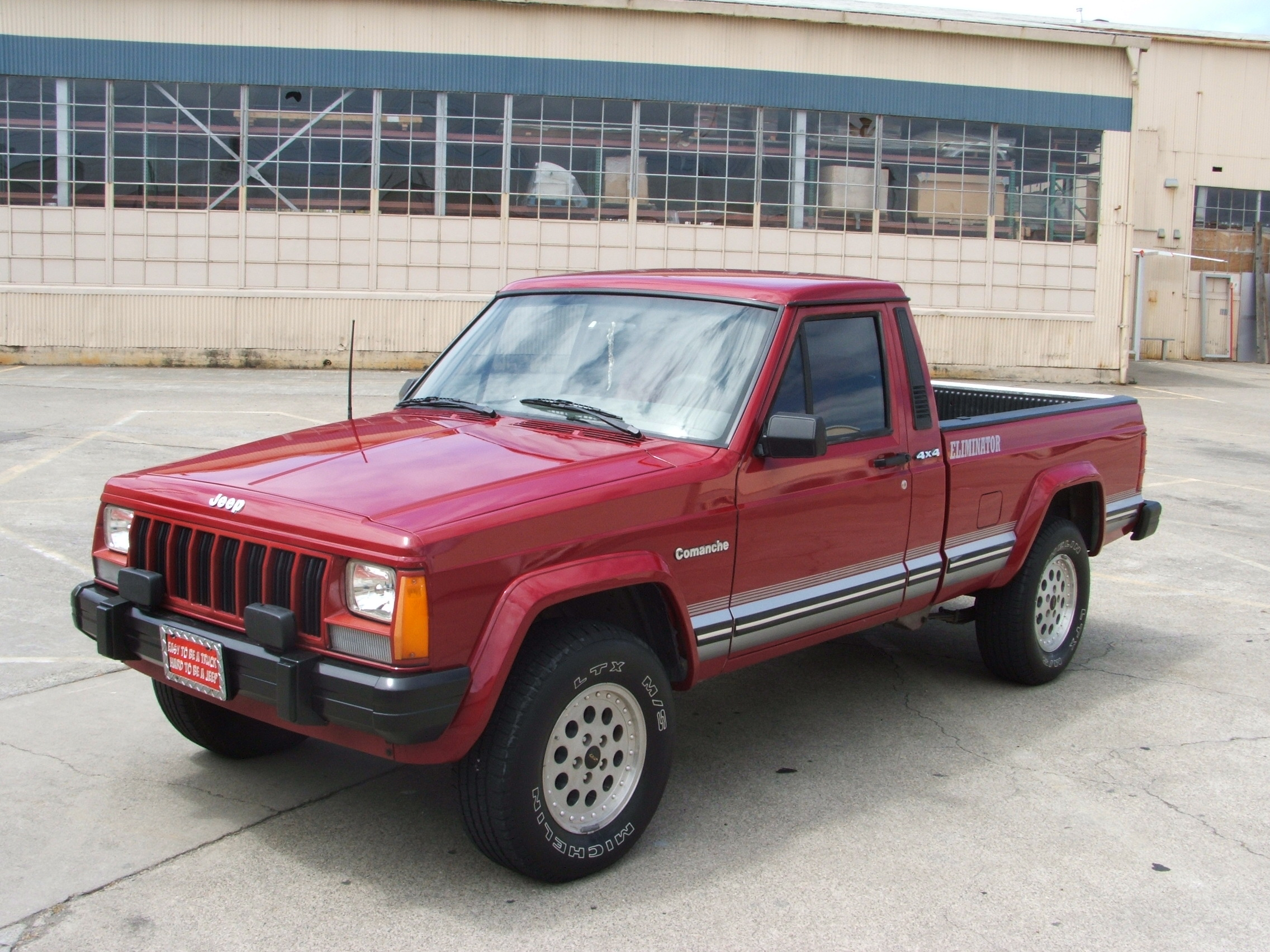
1990 Jeep Comanche Eliminator pickup

### Motorizaciones
Los motores gasolina son de un cuatro cilindros en línea de 2.5 litros y entre 118 y 122 cv, un de seis cilindros en línea de 4.0 litros y entre 173-185 CV. Los diésel son un 2.1 litros de origen Renault y un 2.5 litros de 116 CV fabricado por VM Motori, ambos con cuatro cilindros en línea, inyección indirecta y turbocompresor.    
Motores de gasolina combinados con una transmisión manual de 5 velocidades o transmisiones automáticas de 3 o 4 velocidades, con motores diesel instalados solo transmisión manual. Cherokee es codicioso. El consumo promedio de gasolina en un motor de seis cilindros de 4 litros en la modificación ofrecida de 1988 a 1991 es de 14 l / 100 km. En el modo de tracción total, esta cifra puede aumentar hasta 20 l / 100 km, incluso con un estilo de conducción moderado. Parece un turbodiesel 21 DT más económico, cuyo consumo promedio es de 10 litros de diesel por cada 100 km, pero en funcionamiento normal, el consumo de combustible también aumenta a 14-17 litros.    
| Periodo                        | 1993-1996                         | 1997-2001                         | 1989-1991                                                                   | 1991-1993                                                                   | 1993-1996                                                                   | 1997-2001                              | 1985-1991                                      | 1992-1995                                      | 1995-1996                                          | 1997-2001                                          |                                 |                                 |                                 |                                 |                                 |                                 |                                 |                                 |                                 |                                 |
| Identificación del motor       | AMC 150                           | AMC 150                           | AMC 242                                                                     | AMC 242                                                                     | AMC 242                                                                     | AMC 242                                | Renault J8S                                    | Renault J8S                                    | VM 425 OHV                                         | VM 425 OHV                                         |                                 |                                 |                                 |                                 |                                 |                                 |                                 |                                 |                                 |                                 |
| Tipo de motor                  | L4 8v OHV                         | L4 8v OHV                         | L6 12v OHV                                                                  | L6 12v OHV                                                                  | L6 12v OHV                                                                  | L6 12v OHV                             | L4 8v, inyección indirecta, turbo, intercooler | L4 8v, inyección indirecta, turbo, intercooler | L4 8v OHV, inyección indirecta, turbo, intercooler | L4 8v OHV, inyección indirecta, turbo, intercooler |                                 |                                 |                                 |                                 |                                 |                                 |                                 |                                 |                                 |                                 |
| Diámetro x carrera             | 98.4 mm × 80.9 mm                 | 98.4 mm × 80.9 mm                 | 98.4 mm × 86.7 mm                                                           | 98.4 mm × 86.7 mm                                                           | 98.4 mm × 86.7 mm                                                           | 98.4 mm × 86.7 mm                      | 86.0 mm × 89.0 mm                              | 86.0 mm × 89.0 mm                              | 92.0 mm × 94.0 mm                                  | 92.0 mm × 94.0 mm                                  |                                 |                                 |                                 |                                 |                                 |                                 |                                 |                                 |                                 |                                 |
| Cilindrada                     | 2464 cm³                          | 2464 cm³                          | 3956 cm³                                                                    | 3956 cm³                                                                    | 3956 cm³                                                                    | 3956 cm³                               | 2068 cm³                                       | 2068 cm³                                       | 2499 cm³                                           | 2499 cm³                                           |                                 |                                 |                                 |                                 |                                 |                                 |                                 |                                 |                                 |                                 |
| Relación de compresión         | 9.1: 1                            | 9.1: 1                            | 9.2: 1                                                                      | 8.8: 1                                                                      | 8.8: 1                                                                      | 8.8: 1                                 | 21.5: 1                                        | 21.5: 1                                        | 20.9: 1                                            | 22.0: 1                                            |                                 |                                 |                                 |                                 |                                 |                                 |                                 |                                 |                                 |                                 |
| Potencia máxima: CV (kW) @ rpm | 122 CV (90 kW) @ 5300             | 118 CV (87 kW) @ 5200             | 173 CV (127 kW) @ 4550                                                      | 185 CV (136 kW) @ 4750                                                      | 184 CV (133 kW) @ 4750                                                      | 178 CV (131 kW) @ 4400                 | 87 CV (64 kW) @ 4000                           | 86 CV (63 kW) @ 4000                           | 116 CV (85 kW) @ 3900                              | 116 CV (85 kW) @ 3900                              |                                 |                                 |                                 |                                 |                                 |                                 |                                 |                                 |                                 |                                 |
| Par máximo: Nm @ rpm           | 200 Nm @ 3200                     | 198 Nm @ 3450                     | 294 Nm @ 2800                                                               | 296 Nm @ 4000                                                               | 294 Nm @ 3950                                                               | 301 Nm @ 3000                          | 181 Nm @ 2250                                  | 184 Nm @ 2250                                  | 278 Nm @ 1800                                      | 300 Nm @ 2000                                      |                                 |                                 |                                 |                                 |                                 |                                 |                                 |                                 |                                 |                                 |
| Tracción                       | Total (Command-Trac/Selec-Trac)   | Total (Command-Trac/Selec-Trac)   | Total (Command-Trac/Selec-Trac)                                             | Total (Command-Trac/Selec-Trac)                                             | Total (Command-Trac/Selec-Trac)                                             | Total (Command-Trac/Selec-Trac)        | Total (Command-Trac/Selec-Trac)                | Total (Command-Trac/Selec-Trac)                | Total (Command-Trac/Selec-Trac)                    | Total (Command-Trac/Selec-Trac)                    | Total (Command-Trac/Selec-Trac) | Total (Command-Trac/Selec-Trac) | Total (Command-Trac/Selec-Trac) | Total (Command-Trac/Selec-Trac) | Total (Command-Trac/Selec-Trac) | Total (Command-Trac/Selec-Trac) | Total (Command-Trac/Selec-Trac) | Total (Command-Trac/Selec-Trac) | Total (Command-Trac/Selec-Trac) | Total (Command-Trac/Selec-Trac) |
| Transmisión                    | Manual, 5 velocidades (Aisin AX5) | Manual, 5 velocidades (Aisin AX5) | Manual, 5 velocidades (Aisin AX15) / Automática, 4 velocidades (Aisin AW-4) | Manual, 5 velocidades (Aisin AX15) / Automática, 4 velocidades (Aisin AW-4) | Manual, 5 velocidades (Aisin AX15) / Automática, 4 velocidades (Aisin AW-4) | Automática, 4 velocidades (Aisin AW-4) | Manual, 5 velocidades (Aisin AX5)              | Manual, 5 velocidades (Aisin AX5)              | Manual, 5 velocidades (Aisin AX15)                 | Manual, 5 velocidades (Aisin AX15)                 |                                 |                                 |                                 |                                 |                                 |                                 |                                 |                                 |                                 |                                 |
| Peso                           | 1450 kg                           | 1465 kg                           | 1585 kg                                                                     | 1505-1535 kg                                                                | 1505-1535 kg                                                                | 1565 kg                                | 1510 kg                                        | 1490 kg                                        | 1565 kg                                            | 1565 kg                                            |                                 |                                 |                                 |                                 |                                 |                                 |                                 |                                 |                                 |                                 |
| Aceleración (0-100 km/h)       | 12.3 s                            | 13.0 s                            | -                                                                           | 10.1 s                                                                      | 10.1 s                                                                      | 10.9 s                                 | 17.7 s                                         | 19.2 s                                         | 12.3 s                                             | 12.1 s                                             |                                 |                                 |                                 |                                 |                                 |                                 |                                 |                                 |                                 |                                 |
| Velocidad máxima               | 165 km/h                          | 165 km/h                          | 170 km/h                                                                    | 180 km/h                                                                    | 180 km/h                                                                    | 180 km/h                               | 142 km/h                                       | 140 km/h                                       | 162 km/h                                           | 165 km/h                                           |                                 |                                 |                                 |                                 |                                 |                                 |                                 |                                 |                                 |                                 |
| Consumo combinado (L/100 km)   | 11.8                              | 11.7                              | 13.1-13.7                                                                   | 14.2                                                                        | 14.2                                                                        | 14.0                                   | 9.8                                            | 9.4                                            | 9.1                                                | 9.5                                                |                                 |                                 |                                 |                                 |                                 |                                 |                                 |                                 |                                 |                                 |

## Tercera generación - KJ (2002-2007)
La tercera generación del Cherokee (código de fabricación KJ) fue puesta a la venta en 2002. En Estados Unidos, Canadá y México, pasó a llamarse Jeep Liberty.    
La tercera generación se desarrolló con carrocería autoportante y una puesta a punto mucho más enfocada al asfalto: fue el primer vehículo Jeep en usar una suspensión delantera independiente. estrenó los nombres de niveles de equipamientos actuales: Limited, Sport (y Renegade, en la foto) y no renunciaba a la aventura: podía elegirse con los sistemas de tracción a las cuatro ruedas Select-Trac (parcialmente activo) o Command-Trac (permanentemente activo).    

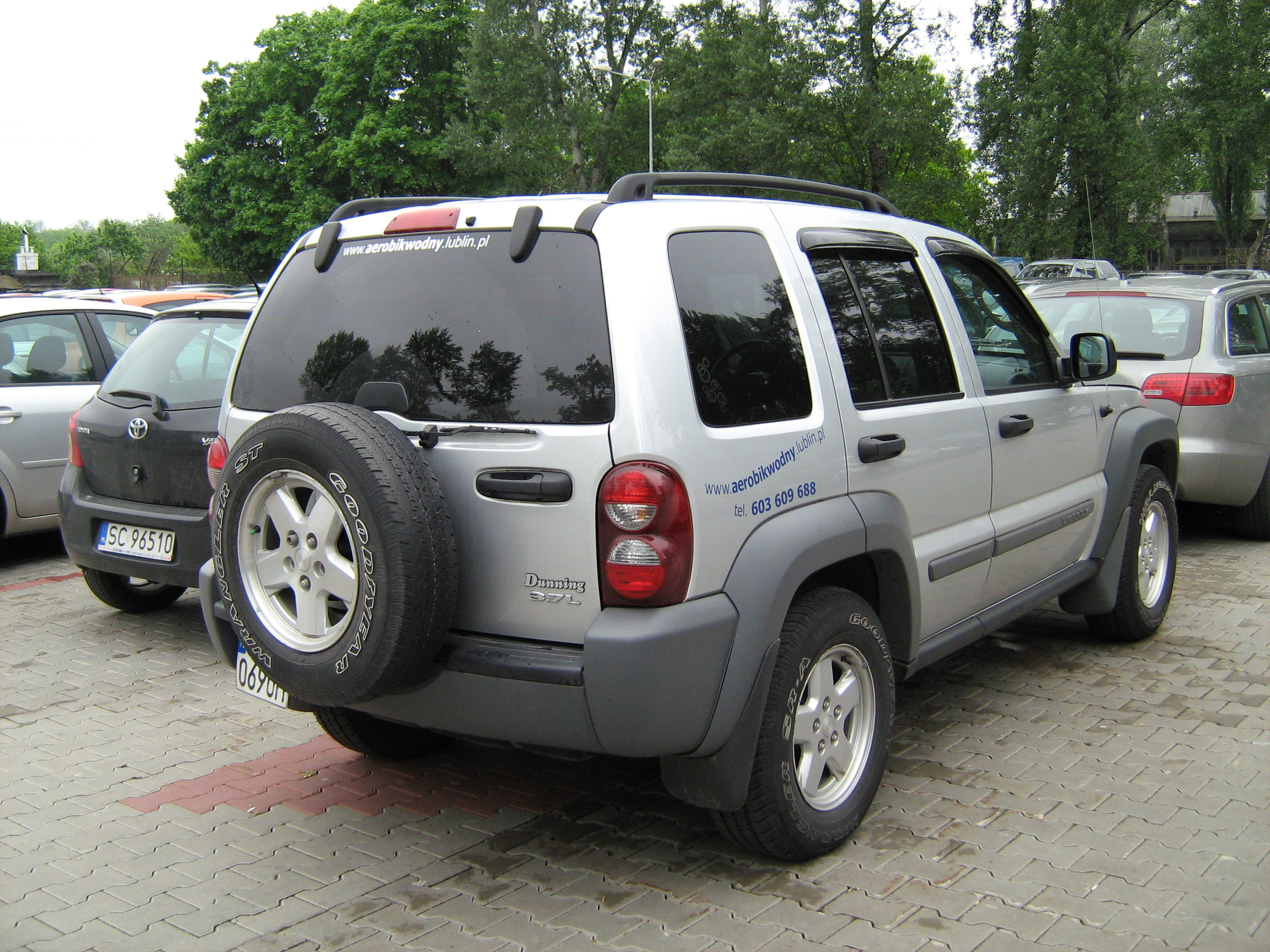
2002-2007 Jeep Cherokee KJ
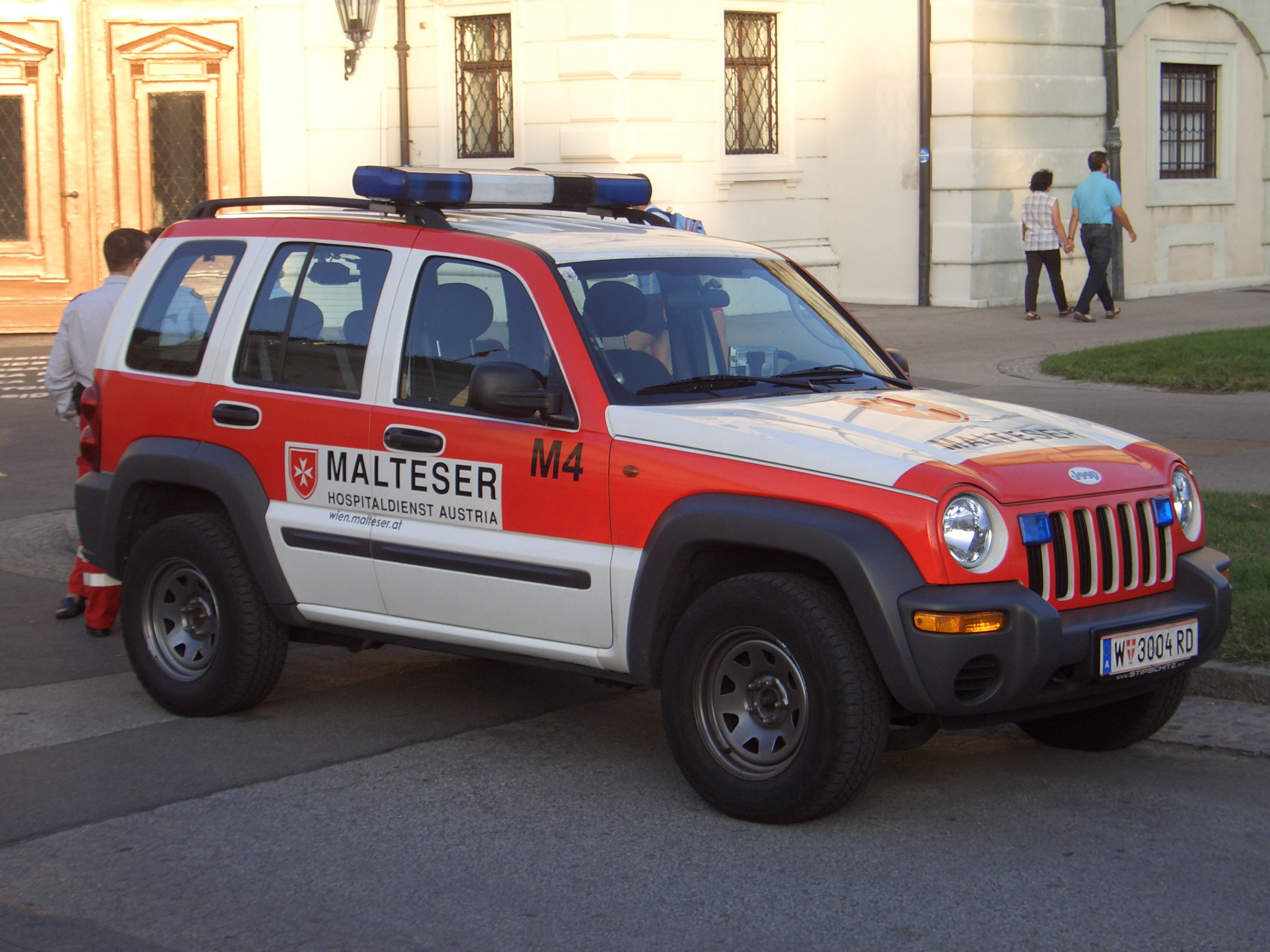
Jeep Cherokee KJ en Austria

### Motorizaciones
Los motores gasolina son un cuatro cilindros en línea de 2.4 litros y 150 CV, y un V6 de 3.7 litros y 210 CV. El diésel es un cuatro cilindros en línea de 2.5 litros y 143 CV, con turbocompresor de geometría fija, inyección directa common-rail e intercooler. En 2004 se incorporó el motor de 2.8 litros y 150 CV para las versiones con cambio automático. En 2005 el modelo recibe un «restyling» (puesta al día) y el 2.8 CRD pasó a tener 163 CV gracias a un turbo de geometría variable y otros ajustes en la gestión electrónica.
Este SUV con  buen comportamiento off-road se ofrecía con motores de gasolina de entre 150 y 210 CV y un diésel de 143 CV. En Estados Unidos, Canadá y México, sus principales mercados, incluso cambió de nombre por el de Jeep Liberty, aunque en el resto del mundo mantuvo el de Jeep Cherokee. Estuvo muy poco tiempo en venta, quizá por no ser tan innovador como sus predecesores.
|                                | Motores de gasolina                                                                           | Motores de gasolina                        | Motores de gasolina                        | Motores diésel                                                  | Motores diésel                                                  | Motores diésel                                                                             |
|                                | 2.4                                                                                           | 3.7                                        | 3.7                                        | 2.5 CRD                                                         | 2.8 CRD                                                         | 2.8 CRD                                                                                    |
| ------------------------------ | --------------------------------------------------------------------------------------------- | ------------------------------------------ | ------------------------------------------ | --------------------------------------------------------------- | --------------------------------------------------------------- | ------------------------------------------------------------------------------------------ |
| Periodo                        | 2001-2005                                                                                     | 2001-2004                                  | 2004-2007                                  | 2001-2004                                                       | 2002-2004                                                       | 2004-2007                                                                                  |
| Identificación del motor       | Chrysler EDZ                                                                                  | Chrysler PowerTech V6                      | Chrysler PowerTech V6                      | VM Motori R 425                                                 | VM Motori R 428                                                 | VM Motori R 428                                                                            |
| Tipo de motor                  | L4 16v DOHC                                                                                   | V6 12v SOHC                                | V6 12v SOHC                                | L4 16v DOHC, inyección directa, common-rail, turbo, intercooler | L4 16v DOHC, inyección directa, common-rail, turbo, intercooler | L4 16v DOHC, inyección directa, common-rail, turbo, intercooler                            |
| Diámetro x carrera             | 87.5 mm × 101.0 mm                                                                            | 93.0 mm × 90.8 mm                          | 93.0 mm × 90.8 mm                          | 92.0 mm × 94.0 mm                                               | 94.0 mm × 100.0 mm                                              | 94.0 mm × 100.0 mm                                                                         |
| Cilindrada                     | 2429 cm³                                                                                      | 3701 cm³                                   | 3701 cm³                                   | 2499 cm³                                                        | 2776 cm³                                                        | 2776 cm³                                                                                   |
| Relación de compresión         | 9.5: 1                                                                                        | 9.1: 1                                     | 9.6: 1                                     | 17.5: 1                                                         | 17.5: 1                                                         | 17.5: 1                                                                                    |
| Potencia máxima: CV (kW) @ rpm | 147 CV (108 kW) @ 5200                                                                        | 211 CV (155 kW) @ 5200                     | 204 CV (150 kW) @ 5200                     | 143 CV (105 kW) @ 4000                                          | 150 CV (110 kW) @ 3800                                          | 163 CV (120 kW) @ 3800                                                                     |
| Par máximo: Nm @ rpm           | 215 Nm @ 4000                                                                                 | 312 Nm @ 3800                              | 312 Nm @ 3800                              | 343 Nm @ 2000                                                   | 360 Nm @ 1800                                                   | 400 Nm @ 1800                                                                              |
| Tracción                       | Total (Command-Trac)                                                                          | Total (Selec-Trac)                         | Total (Selec-Trac)                         | Total (Command-Trac)                                            | Total (Selec-Trac)                                              | Total (Command-Trac (Transmisión manual)/Selec-Trac (Transmisión automática)               |
| Transmisión                    | Manual, 5 velocidades (New Venture Gear NV1500) / Manual, 6 velocidades (Daimler-Benz NSG370) | Automática, 4 velocidades (Chrysler 45RFE) | Automática, 4 velocidades (Chrysler 42RLE) | Manual, 5 velocidades (New Venture Gear NV1500)                 | Automática, 5 velocidades (Chrysler 5-45RFE)                    | Manual, 6 velocidades (Daimler-Benz NSG370) / Automática, 5 velocidades (Chrysler 5-45RFE) |
| Peso                           | 1741 kg                                                                                       | 1847 kg                                    | 1876 kg                                    | 1891 kg                                                         | 1920 kg                                                         | 1949 kg                                                                                    |
| Aceleración (0-100 km/h)       | 13.9 s                                                                                        | 10.8 s                                     | 10.8 s                                     | 13.5 s                                                          | 12.6 s                                                          | 9.0 s                                                                                      |
| Velocidad máxima               | 174 km/h                                                                                      | 180 km/h                                   | 180 km/h                                   | 164 km/h                                                        | 174 km/h                                                        | 174 km/h                                                                                   |
| Consumo combinado (L/100 km)   | 10.5                                                                                          | 13.3                                       | 12.2                                       | 9.0                                                             | 9.9                                                             | 9.3-9.9                                                                                    |

## Cuarta generación - KK (2007-2013)
La cuarta generación del Jeep Cherokee KK (Jeep Liberty en el mercado Americano) fue presentado oficialmente en el Salón del Automóvil de Nueva York de 2007. El Dodge Nitro está construido sobre esta misma plataforma.
Jeep Cherokee estuvo disponible en dos niveles básicos de equipamiento (Sport y Limited), pero para satisfacer la demanda de los clientes se realizaron varias ediciones especiales, como Renegade, Latitude, Artic y 70th Anniversary.

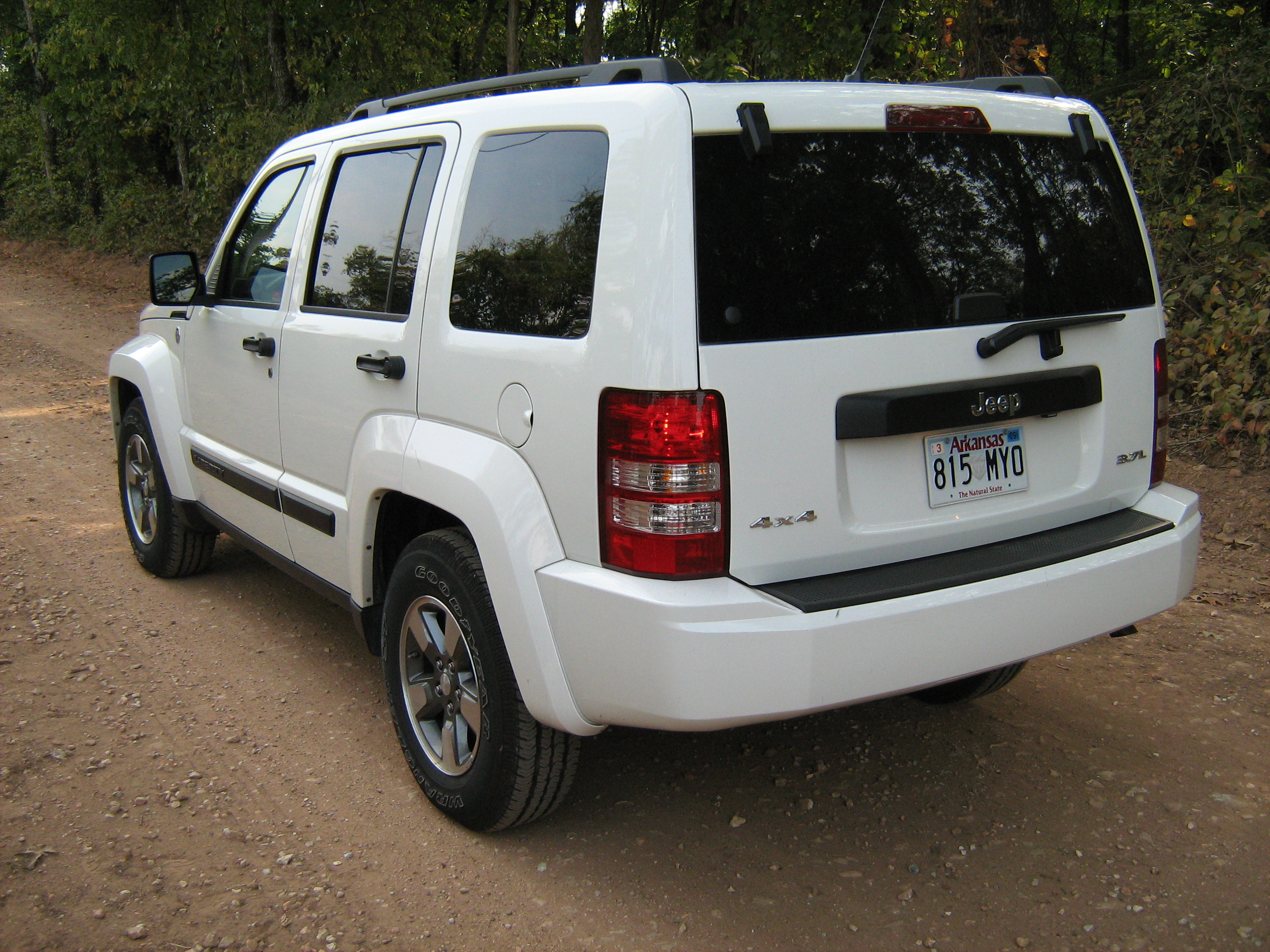
2007-2013 Jeep Cherokee KK
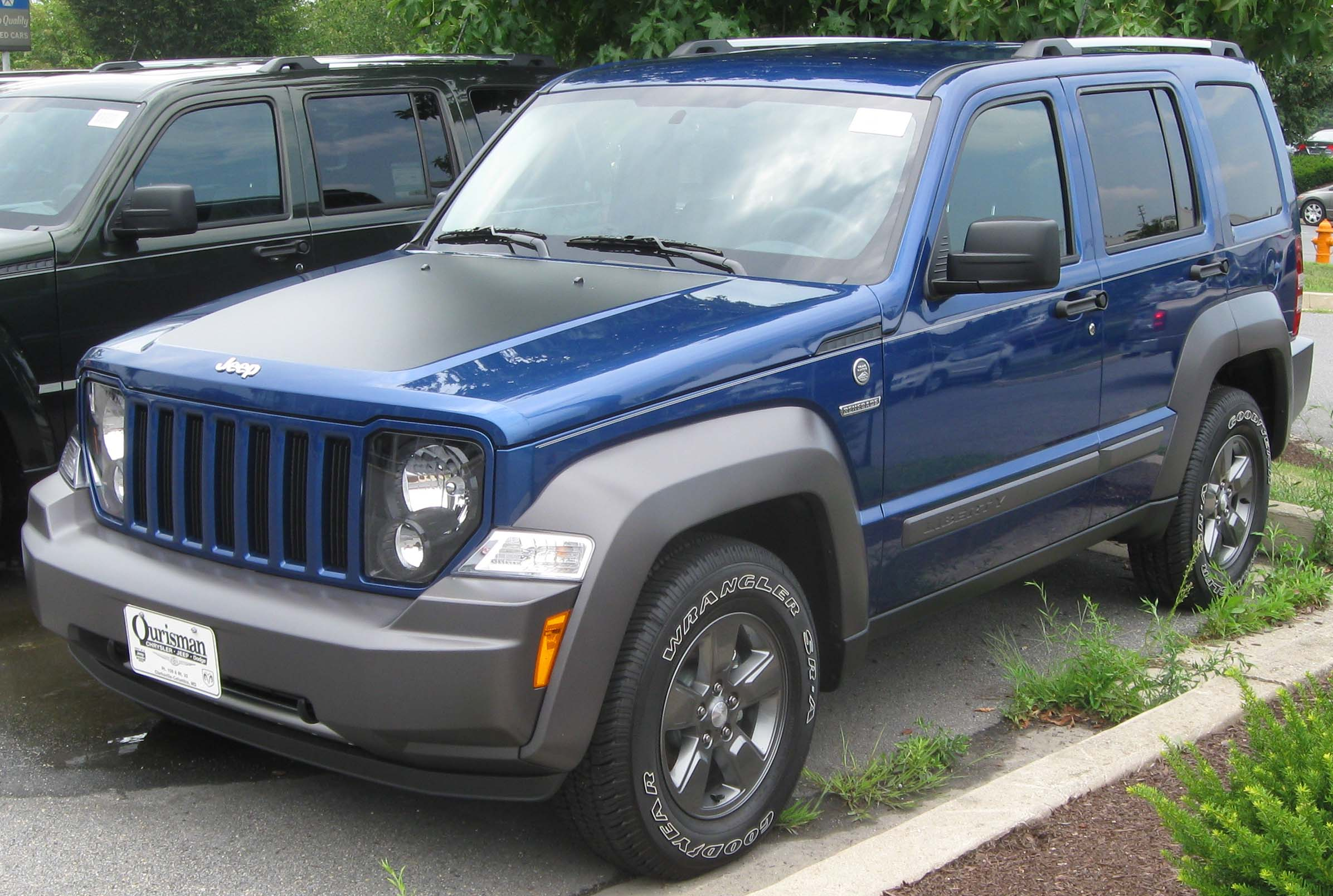
Jeep Liberty Renegade
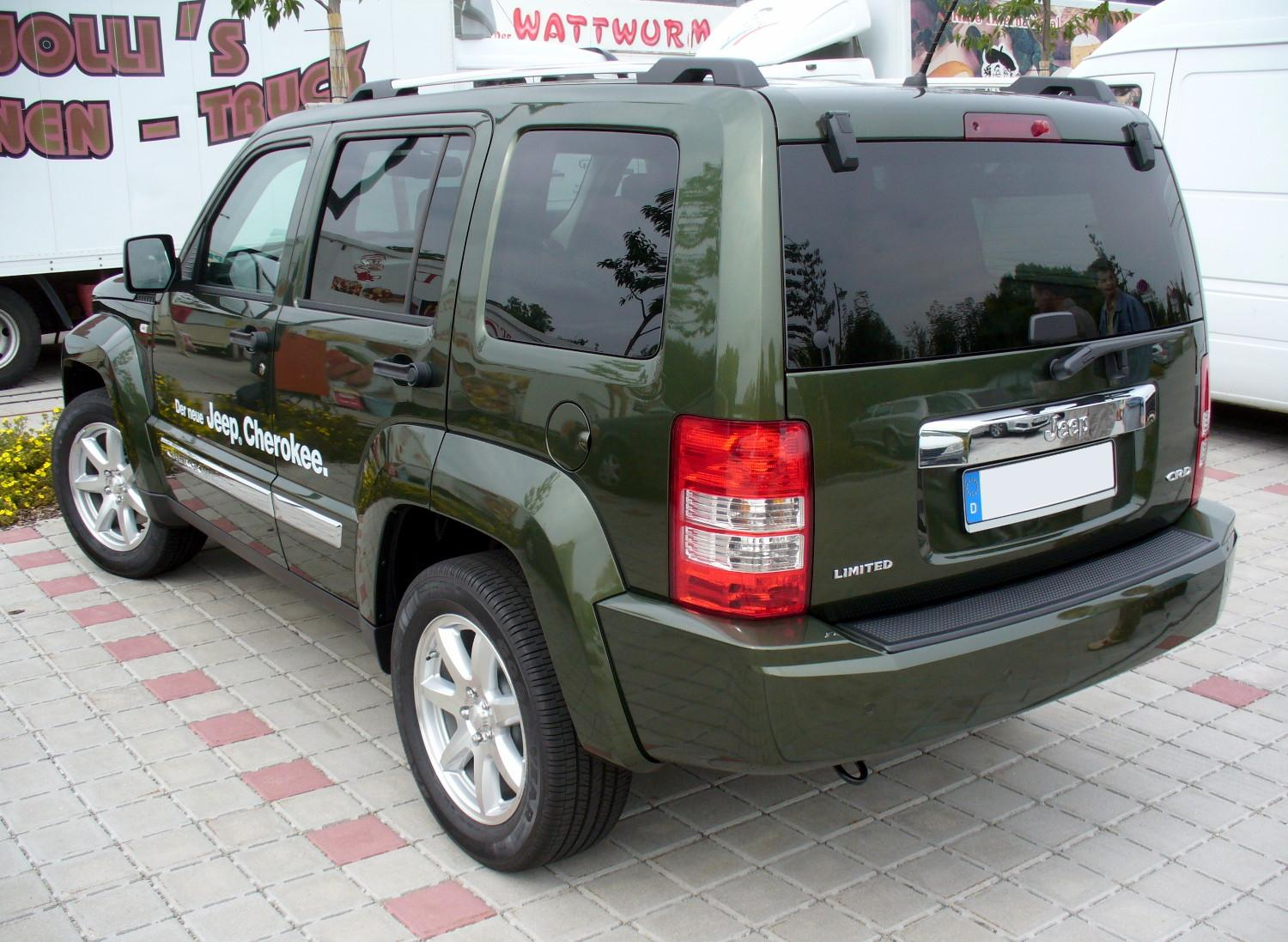
Vista trasera

### Motorizaciones
Tuvo dos motores de gasolina y uno diésel. Los motores de gasolina son un V6 de 3.7 litros y 215 hp (2007 al 2010), V6 3.6 vvt 289 hp (2011-2013) y el diésel es un 4 cilindros de 2.8 litros y 177 cv, con turbocompresor de geometría variable, inyección directa common-rail e intercooler. 
En Europa únicamente se vendió el 2.8L diésel.
El vehículo está equipado con motor naftero Pentastar V6 de 3.2 litros, 24 v que puede desarrollar una potencia máxima de 270 cv a 6.500 rpm (revoluciones por minuto) y un torque de 315 Nm a 4.300 rpm. Viene equipado con transmisión automática de nueve marchas y el sistema de tracción es 4WD (Jeep Active Drive Low).
| Periodo                        | 2008-2013                                                  | 2008-2013                                                  |
| Identificación del motor       | VM Motori RA 428                                           | VM Motori RA 428                                           |
| Tipo de motor                  | L4 16v, inyección directa, common-rail, turbo, intercooler | L4 16v, inyección directa, common-rail, turbo, intercooler |
| Diámetro x carrera             | 94.0 mm × 100.0 mm                                         | 94.0 mm × 100.0 mm                                         |
| Cilindrada                     | 2776 cm³                                                   | 2776 cm³                                                   |
| Potencia máxima: CV (kW) @ rpm | 177 CV (130 kW) @ 3800                                     | 177 CV (130 kW) @ 3800                                     |
| Par máximo: Nm @ rpm           | 410 Nm @ 2000-2800                                         | 460 Nm @ 2000                                              |
| Tracción                       | Total (Selec-Trac II)                                      | Total (Selec-Trac II)                                      |
| Transmisión                    | Manual, 6 velocidades (Daimler-Benz NSG370)                | Automática, 5 velocidades (Chrysler 5-45RFE)               |
| Peso                           | 2055 kg                                                    | 2060 kg                                                    |
| Aceleración 0–100 km/h         | 11.5 s                                                     | 10.5 s                                                     |
| Velocidad máxima               | 180 km/h                                                   | 179 km/h                                                   |
| Consumo combinado (L/100 km)   | 8.3                                                        | 8.9                                                        |

## Quinta generación - KL (2013-2023)
El Jeep Cherokee (KL) se presentó en el Salón del Automóvil de Nueva York de 2013, y las ventas comenzaron en noviembre de 2013. El Cherokee es el primer vehículo Jeep que se construye sobre la plataforma Compact Global Modular Arquitecture, desarrollado conjuntamente por Chrysler y Fiat. Cuenta con un chasis unitario de carrocería muy similar a su predecesor, el Jeep Liberty (KK), pero en su lugar utiliza un motor montado transversalmente en lugar de uno longitudinal. El Jeep Cherokee se fabrica en la planta de montaje de Chrysler Toledo en Toledo, Ohio.
Como su antecesor, el nuevo Cherokee fue presentado al mundo en el Salón de Nueva York, aunque en su caso en la edición de 2013. Después de dos generaciones, el modelo recuperaba su denominación en el mercado norteamericano, por lo que cerraba la etapa Liberty. También abandonaba sus formas cuadradas para darle paso a unas muy llamativas y afiladas. Su rasgo más provocativo fueron los grupos ópticos delanteros, que estaban divididos en dos partes.

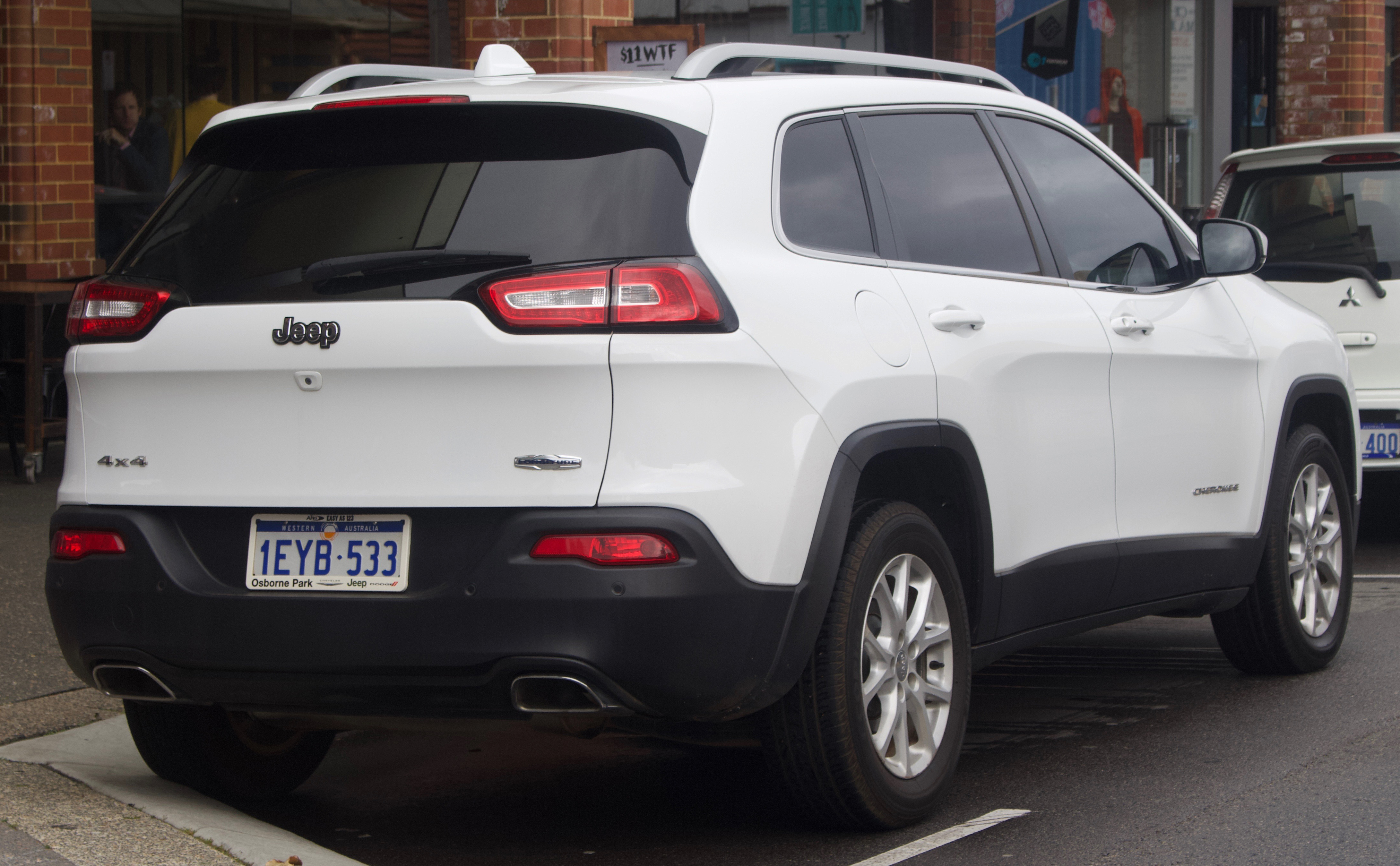
2013-presente Jeep Cherokee KL
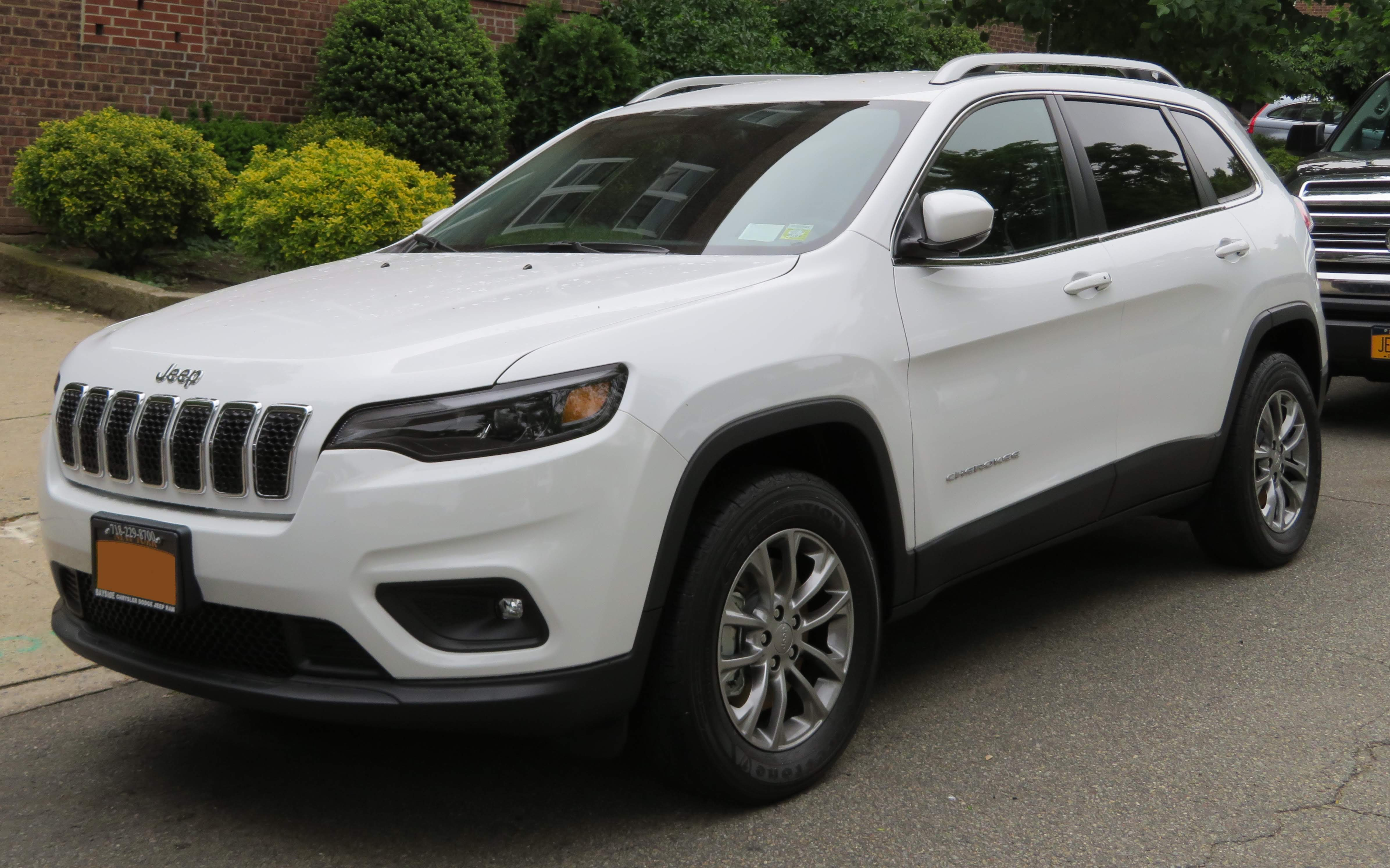
Cherokee KL (2019 Facelift)
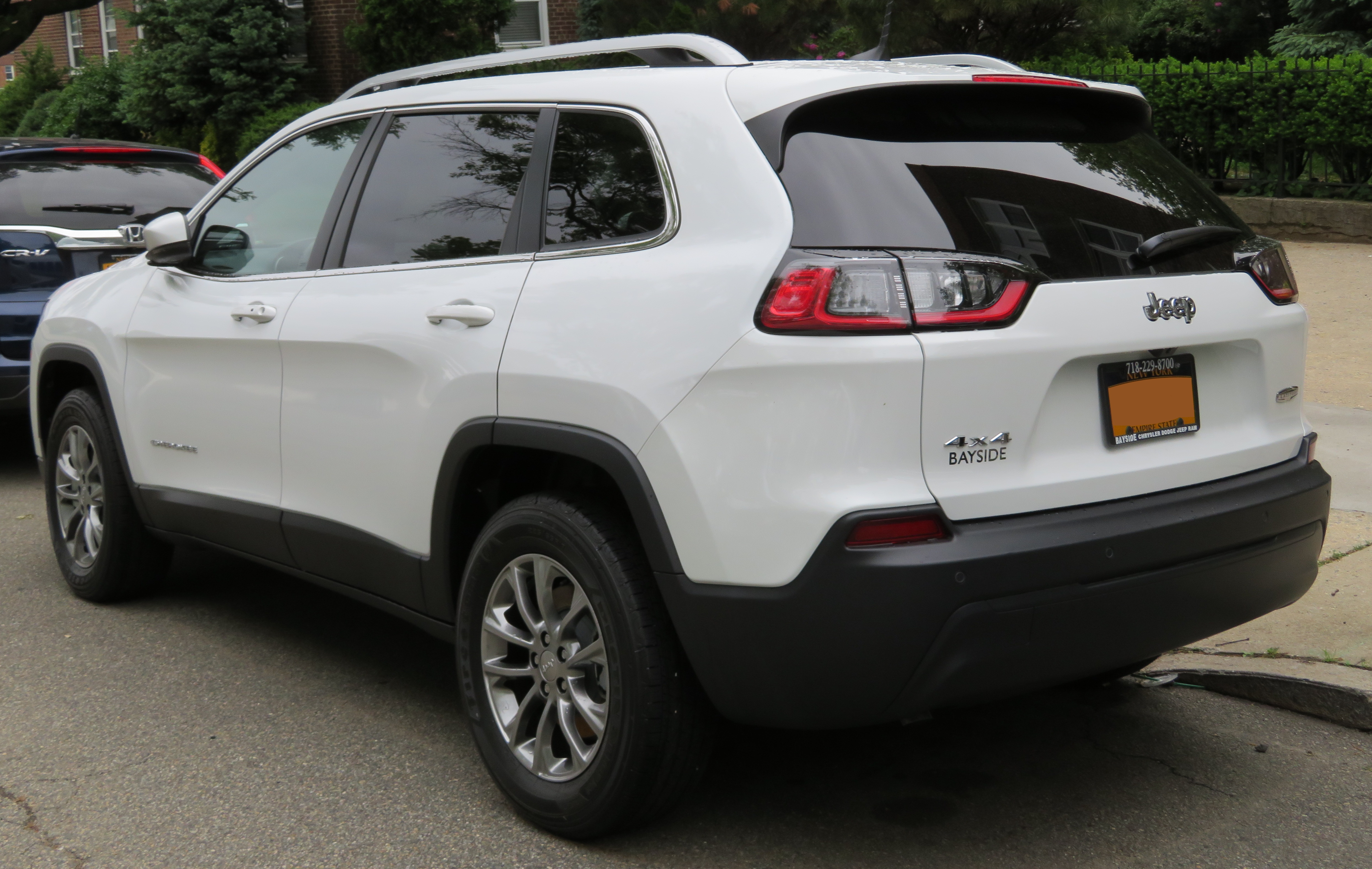
Cherokee KL (2019 Facelift)
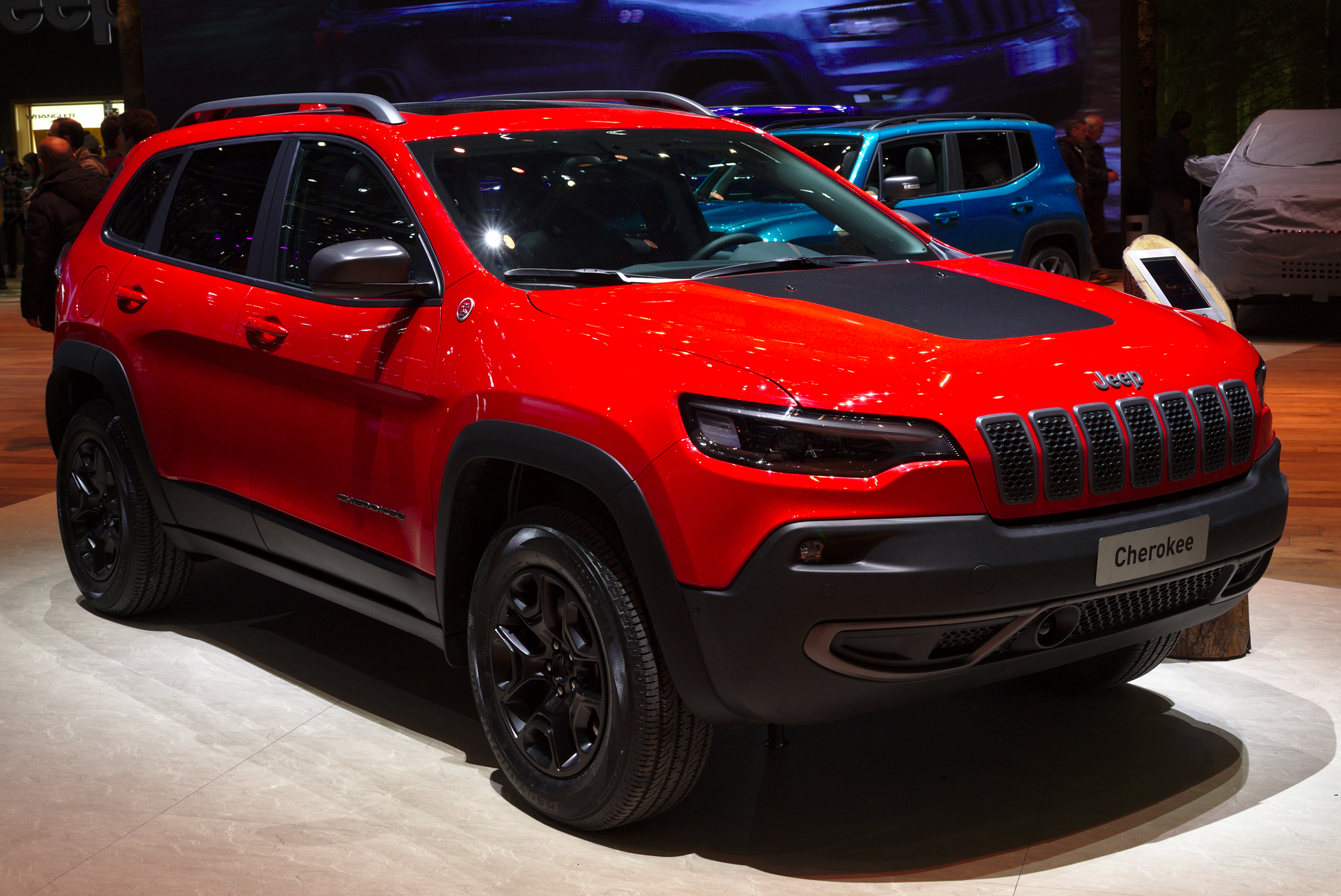
Cherokee Trackhawk 2019

### Motorizaciones
|                                | Motores de gasolina                           | Motores de gasolina                        | Motores diésel                                             | Motores diésel                                             | Motores diésel                                             | Motores diésel                                             | Motores diésel                                             |
|                                | 2.0T                                          | 3.2                                        | 2.0 Multijet                                               | 2.0 Multijet                                               | 2.2 Multijet                                               | 2.2 Multijet                                               | 2.2 Multijet                                               |
| ------------------------------ | --------------------------------------------- | ------------------------------------------ | ---------------------------------------------------------- | ---------------------------------------------------------- | ---------------------------------------------------------- | ---------------------------------------------------------- | ---------------------------------------------------------- |
| Periodo                        | 2019-presente                                 | 2013-2017                                  | 2013-2018                                                  | 2014-2015                                                  | 2015-2018                                                  | 2018-presente                                              | 2015-2018                                                  |
| Identificación del motor       | FCA Global Medium Engine                      | Chrysler Pentastar                         | Fiat JTD                                                   | Fiat JTD                                                   | Fiat JTD                                                   | Fiat JTD                                                   | Fiat JTD                                                   |
| Tipo de motor                  | L4 16v, inyección directa, turbo, intercooler | V6 24v                                     | L4 16v, inyección directa, common-rail, turbo, intercooler | L4 16v, inyección directa, common-rail, turbo, intercooler | L4 16v, inyección directa, common-rail, turbo, intercooler | L4 16v, inyección directa, common-rail, turbo, intercooler | L4 16v, inyección directa, common-rail, turbo, intercooler |
| Diámetro x carrera             | 84.0 mm × 90.0 mm                             | 91.0 mm × 83.0 mm                          | 83.0 mm × 90.4 mm                                          | 83.0 mm × 90.4 mm                                          | 83.8 mm × 99.0 mm                                          | 83.8 mm × 99.0 mm                                          | 83.8 mm × 99.0 mm                                          |
| Cilindrada                     | 1995 cm³                                      | 3239 cm³                                   | 1956 cm³                                                   | 1956 cm³                                                   | 2184 cm³                                                   | 2184 cm³                                                   | 2184 cm³                                                   |
| Relación de compresión         | 10.0: 1                                       | 10.7: 1                                    | 16.5: 1                                                    | 16.5: 1                                                    | 15.5: 1                                                    | 15.5: 1                                                    | 15.5: 1                                                    |
| Potencia máxima: CV (kW) @ rpm | 272 CV (200 kW) @ 5250                        | 271 CV (199 kW) @ 6500                     | 140 CV (103 kW) @ 4000                                     | 170 CV (125 kW) @ 4000                                     | 185 CV (136 kW) @ 3500                                     | 195 CV (143 kW) @ 3500                                     | 200 CV (147 kW) @ 3500                                     |
| Par máximo: Nm @ rpm           | 400 Nm @ 3000-45005                           | 315 Nm @ 4300                              | 350 Nm @ 1750-2500                                         | 350 Nm @ 1750                                              | 440 Nm @ 2500                                              | 440 Nm @ 2500                                              | 450 Nm @ 2000                                              |
| Tracción                       | Total (Active Drive I)                        | Total (Active Drive I)                     | Delantera / Total (Active Drive I)                         | Total (Active Drive I)                                     | Total (Active Drive I)                                     | Delantera / Total (Active Drive I)                         | Total (Active Drive II)                                    |
| Transmisión                    | Automática, 9 velocidades (Chrysler 948TE)    | Automática, 9 velocidades (Chrysler 948TE) | Manual, 6 velocidades (Chrysler C635)                      | Automática, 9 velocidades (Chrysler 948TE)                 | Automática, 9 velocidades (Chrysler 948TE)                 | Automática, 9 velocidades (Chrysler 948TE)                 | Automática, 9 velocidades (Chrysler 948TE)                 |
| Peso                           | 2003 kg                                       | 1892-2036 kg                               | 1828-1921 kg                                               | 1953 kg                                                    | 1977 kg                                                    | 1834-1952 kg                                               | 1977-2009 kg                                               |
| Aceleración (0-100 km/h)       | 7.6 s                                         | 8.4 s                                      | 12.0-10.9 s                                                | 10.3 s                                                     | 8.8 s                                                      | 9.1-8.8 s                                                  | 8.7-8.5 s                                                  |
| Velocidad máxima               | 177 km/h                                      | 180 km/h                                   | 187 km/h                                                   | 192 km/h                                                   | 201 km/h                                                   | 202-205 km/h                                               | 203-204 km/h                                               |
| Consumo combinado (L/100 km)   | 9.7                                           | 10.0                                       | 5.3-5.6                                                    | 5.8                                                        | 5.7                                                        | 7.2-9                                                      | 5.7-6.1                                                    |